# Cementerio La Llamita
El cementerio La Llamita  es un cementerio popular de la ciudad de La Paz, sede de gobierno de Bolivia, ubicado al norte de la ciudad. Se encuentra en el Macrodistrito Periférica, en la zona Agua de la Vida Norte, es considerado clandestino por no estar bajo tuición del gobierno municipal de esa ciudad. En 2017 se planificaba un proyecto de revitalización y recuperación.

## Historia
Los vecinos del barrio señalan que a mediados de los años ochenta el cementerio ya se hallaba establecido, y en el sitio se pueden encontrar sepulturas de 1974.

## Características
El cementerio fue establecido por los pobladores de los sectores aledaños, hasta 2017 no contaba con administración directa municipal aunque se realizaban labores de mantenimiento conjuntas con los vecinos.Algunos de los problemas del cementerio eran la falta de control sobre enterramientos, sepulcros sin registro relacionados con  acciones delincuenciales, establecimiento de alcohólicos en las inmediaciones, falta de agua y mantenimiento, así como ausencia de iluminación. Durante la construcción de una de las estaciones de la línea naranja de Mi Teleférico se realizaron labores de poda de árboles.

## Tumbas individuales
El cementerio ocupa un terreno en mediana pendiente y presenta sepulturas sobre el suelo natural con pequeños nichos para depositar flores a los difuntos, la propiedad del terreno es privada y es administrado por la junta vecinal.

## Ritos funerarios y tanatoturismo
En el cementerio La Llamita se desarrollan diferentes festividades relacionadas con la muerte y las relaciones de los habitantes locales con la memoria de  los difuntos, algunas de ellas son: Fiesta de Todos los Santos y la Festividad de las Ñatitas, ambas durante los meses de octubre y noviembre.
El Cementerio también es espacio de desarrollo de diferentes expresiones de ritualidad de características sincréticas principalmente católicas y aymaras.